# Пітер Селсбері
Пітер Селсбері (* 24 вересня 1971, Бат, Англія) — британський музикант, найбільш відомий, як барабанщик та один з засновників гурту «The Verve».